# Tokyo Debut
Tokyo Debut est un album d'Art Pepper. Il n'est pas inclus dans la chronologie des albums d'Art Pepper puisqu'il ne s'agit pas d'un de ses disques en leader mais d'un concert du Cal Tjader Septet.

## L'album
En 1977, Art Pepper n'imagine pas pouvoir entrer au Japon. Il était connu que les personnes ayant un casier en rapport avec la drogue, était sur un fichier international d'Interpol. Ces personnes étaient arrêtées et renvoyées chez elles dès leur arrivée au Japon.
Art Pepper y est alors très populaire. En 1975, il commence son dernier "come-back" et enregistre 2 albums pour Contemporary Records qui s'y vendent très bien. À tel point qu'à la fin 1976, il se place dans les meilleurs dans les classements du Swing Journal, le mensuel japonais sur le jazz.
C'est un certain Mr. Terajima et sa femme qui proposent à Art Pepper de venir tourner au Japon, lui assurant qu'ils pourraient tirer les ficelles pour le faire entrer. Ils organisent un tour assez court : quelques concerts à Tokyo et ses environs et un à Osaka. Le montant proposé n'est pas élevé, mais il est convenu que cela lui permettrait de "briser la glace".
Il est décidé qu'il voyagerait dans le cadre du Cal Tjader Sextet, une sorte de couverture.
Plusieurs évènements rendent le voyage compliqué pour Art. Tout d'abord, ils préparent des copies des parties individuelles des morceaux que les membres du groupe de Cal Tjader devront jouer. À son très grand agacement, il se rend compte à l'aéroport que Cal Tjader ne leur a pas donné. Ensuite, sa crainte grandit d'être arrêté à son arrivée, et renvoyé menotté directement. Enfin, il est sous méthadone, en transporte, et il apprend qu'il est interdit d'amener de la méthadone au Japon. Mais à la surprise de tout le monde, son arrivée et les formalités administratives se passent sans encombre!
Le premier soir ne commence pas bien. Seul un court essai-son est possible. Il apparaît alors que personne n'a répété les titres d'Art, étant persuadé qu'il ne serait pas autorisé à entrer au Japon. De plus, le promoteur n'a fait la publicité que pour Cal Tjader, gardant la présence d'Art secrète. Pour le premier concert, la grande salle du Yubin Chokin Hall est à moitié vide.
Lors de l'apparition d'Art, le public japonais, habituellement peu démonstratif, l'applaudit chaleureusement et l'ovationne, souvenir qui le marquera profondément.
Le disque contient l'intégralité de la prestation d'Art Pepper lors du dernier concert de la tournée, le deuxième au Yubin Chokin Hall. Il a été enregistré par une radio japonaise.

## Titres
- 01. Introduction 2:24
- 02. Cherokee 13:06
- 03. The Spirit Is Here 9:25
- 04. Here's That Rainy Day 8:07
- 05. Straight Life 7:33
- 06. Manteca 14:57
- 07. Manhã de Carnaval 7:50
- 08. Felicidade 3:01

## Personnel
- Art Pepper (as), Cal Tjader (vb) (seulement 6-8), Clare Fischer (kb), Bob Redfield (g), Rob Fisher (b), Peter Riso (d), Poncho Sanchez (perc).

## Dates et lieux
- Yubin Chokin Hall, Tokyo,  Japon, 5 avril 1977

## CD références
- 1995 Galaxy Records - GCD-4201-2